# 若き日の歌
『若き日の歌』（わかきひのうた、独語：Lieder und Gesänge aus der Jugendzeit ）は、14曲からなるグスタフ・マーラーの連作歌曲集の通称。声楽独唱とピアノ伴奏のために作曲された。欧米では単に「歌曲集」（Lieder und Gesänge ）とも呼ばれているが、これこそ本来マーラー自身のつけた名称であった。この通称は、作品がマーラーの初期作品であることに触れているのか（マーラーが最初の歌曲集を完成させたときは20歳であり、とうに思春期ではなかった）、それとも誰かの青春の追憶に事寄せたものなのかは定かでない。通称は、歌詞の大半を占める詩集『子供の不思議な角笛』に言及しているだけかもしれない。
1880年から1889年にかけて作曲され、1892年に3巻に分けて出版された。
- 第1集 （作曲1880/81年）
  1. 春の朝 Frühlingsmorgen  （リヒャルト・レアンダー）
  2. 思い出 Erinnerung  （リヒャルト・レアンダー）
  3. ハンスとグレーテ Hans und Grete （マーラー自作詩）
  4. ドン・ファンのセレナード Serenade aus Don Juan  （ティルソ・デ・モリーナ）
  5. ドン・ファンの幻想 Phantasie aus Don Juan （ティルソ・デ・モリーナ）
- 第2集 （作曲1888/89年、民謡集「子供の不思議な角笛」より）
  1. いたずらっ子をしつけるために Um schlimme Kinder artig zu machen
  2. 私は緑の野辺を楽しく歩いた Ich ging mit Lust durch einen grünen Wald
  3. 外へ、外へ Aus! Aus!
  4. たくましい想像力 Starke Einbildungskraft
- 第3集 （成立と詩の出典は第2集と同じ）
  1. シュトラスブルクの砦に Zu Straßburg auf der Schanz'
  2. 夏に小鳥はかわり（夏の歌い手交替す） Ablösung im Sommer
  3. 別離 Scheiden und Meiden
  4. もう会えない！ Nicht wiedersehen!
  5. うぬぼれ Selbstgefühl

## オーケストラの編曲版
幾人かの作曲家がオーケストラ伴奏のための編曲版を試みている。デイヴィッドとコルジン・マテウスによる第7・9・11・13曲の編曲や、ルチアーノ・ベリオによる編曲が知られる。ベリオはこの曲集から、まず5曲：第11・10・13・6・2曲の男声独唱と管弦楽伴奏のための編曲版を1986年に、次に6曲：第3・7・1・5・12・2曲のバリトンと管弦楽伴奏のための編曲版を1987年に発表して、マーラーの作曲小屋がある北イタリアのトプラッハで初演している。ただし第2曲の「思い出」は2回編曲している。